# Гептаграф
Гептаграф (от др.-греч. ἑπτά heptá — «семь» и др.-греч. γράφω gráphō — «пишу») — последовательность из семи букв, используемая для представления одного звука (фонемы) или комбинации звуков, не соответствующей индивидуальным значениям букв.
Большинство гептаграфов состоят из более мелких полиграфов.

## Список гептаграфов

### В латинице
В немецком существует семибуквенная последовательность schtsch, которая используется для транслитерации русской буквы щ (Borschtsch [Борщ]). Данный гептаграф состоит из двух последовательностей: sch (которая обозначает звук ш) и tsch (которая обозначает звук ч), которые вместе звучат похоже на [щ].
В языках жу также присутствует гептаграф — dtsʼkxʼ. Данная семибуквенная последовательность (так же, как и в немецком языке) состоит из двух более коротких полиграфов: последовательности dtsʼ и последовательности kxʼ.

### В азбуке Морзе
В азбуке Морзе гептаграф ···‒··‒ используется для обозначения $.